# イブラーヒーム・シャー
イブラーヒーム・シャー（Ibrahim Shah, 生年不詳 - 1567/8年）は、北インド、 スール朝の第5代君主（在位：1555年）。

## 生涯
イブラーヒーム・シャーはアーグラを統治していた。彼はまた、スール朝の君主イスラーム・シャーの娘婿であった。
1554年末、イスラーム・シャーが没し、息子フィールーズ・シャーが王位を継承したが、一カ月足らずでムハンマド・アーディル・シャーによって殺害された。
1555年、ムハンマド・アーディル・シャーの姉妹の夫であるイブラーヒーム・シャーは反乱を起こし、ムハンマド・アーディル・シャーの軍を破り、デリーを占拠した。だが、イブラーヒーム・シャーはシカンダル・シャーの軍勢にアーグラ付近で敗れ、彼もまたデリーを追われた。
一方、東部へと追われたアーディル・シャーはその地を領土としていたが、デリーを追われてきたイブラーヒーム・シャーはその地に侵入した。だが、イブラーヒーム・シャーはヘームーによって、カールピーとカーンワーで二度にわたって破られ、バヤーナーの城へと逃げ込んた。
だが、ヘームーはバヤーナーの城を包囲し、イブラーヒーム・シャーは籠城を余儀なくされた。その間、ベンガルを統治していたムハンマド・ハーン・スーリーがカールピーに接近してきたため、バヤーナーを包囲していたヘームーを呼び戻したため、難を逃れた。
その後、イブラーヒーム・シャーはオリッサ方面へと逃げ、1567年から1568年の間に没したという。